# Де Симоне, Риа
А́нна Мари́я «Ри́а» Де Симо́не (итал. Anna Maria «Ria» De Simone; 25 ноября 1947, Рим, Италия — 10 ноября 1995, там же) — итальянская актриса и певица. 

## Биография
Анна Мария Де Симоне (настоящее имя Риа Де Симоне) родилась 25 ноября 1947 года в Риме (Италия) в семье актрисы Ольги Романелли. Её сестра — Лили Романелли, также актриса.
В период с 1963 до окончания своей кинкарьеры в 1989 году Риа сыграла в 31-м фильме и сериале.
Умерла от рака мозга 10 ноября 1995 года в Риме (Италия) в 47-летнем возрасте.